# Deutsch Jahrndorf
Deutsch Jahrndorf (en húngaro: Smrekovô jarovô) es una ciudad localizada en el Distrito de Neusiedl am See, estado de Burgenland, Austria.
- Datos: Q222990
- Multimedia: Deutsch Jahrndorf / Q222990

1. ↑  Worldpostalcodes.org, código postal n.º 2423.